# Ratko Ivančić
Ratko Ivančić, dalmatinski arhitekt in kipar, * 15. stoletje.
Ivančić je najbolj poznan po svojih delih na Korčuli in v Dubrovniku.